# (15099) Janestrohm
(15099) Janestrohm (2000 AE92) – planetoida z pasa głównego asteroid okrążająca Słońce w ciągu 4,33 lat w średniej odległości 2,66 j.a. Odkryta 5 stycznia 2000 roku.